# Црвеноуха корњача
Црвеноуха корњача (лат. Trachemys scripta elegans) је полуводена корњача поријеклом из јужних дијелова данашњих Сједињених Америчких Држава. Ова врста је једна од најчешћих гмизаваца који се држе као кућни љубимци.

## Физичке особине
Црвеноухе корњаче су добиле име по црвеним или наранџастим, јаче или слабије израженим, пругама које се налазе иза самих очију, на врату (гдје би отприлике било уво код људи). Оклоп младунаца је овалан и симетричан, изразито зелен, са јасно израженим рожнатим плочицама, а доња страна (пластрон) је свијетла и прошарана тамним мрљама неправилног облика. Како одрастају, боја њиховог оклопа постаје све тамнија тако да се рожнате плоче све мање примјећују.
Улогу зуба, које ове корњаче немају, преузима снажан кљун који користе за убијање плијена и комадање хране. Нос се налази на самом врху главе како би могле да дишу изнад површине воде, без опасности од напасника ван воде. Ноге се завршавају канџама које користе за копање, држање хране и удварање.
Код свих врста рода Trachemys присутан је исти полни диморфизам. Женке су углавном крупније од мужјака, са благо испупченим стомаком. Женке нарасту до 25 cm, а мужјаци до 15, максимално 20 cm дужине. Мужјаци имају дуже канџе и дебљи и дужи реп, чија је клоака ближа крају репа.

## Поријекло и распрострањеност
Црвеноухе корњаче се, као домаће врсте, срећу у свим слатким, мирним и топлим водама у предјелима који се пружају од ријеке Мисисипи до Мексичког залива. У то се убрајају језера, баре, мочваре, ријечни рукавци и канали. Њихова станишта су често густо обрасла воденим биљем, које чини велики дио њихове исхране. Бирају углавном тиха подручја са осунчаним и сувим мјестима недалеко од воде, као што је камење или плутајуће грање. Често се може видјети, када су у природној средини, како се двије или више корњача заједно сунчају на камењу или пањевима, често и једна на другој. Ове корњаче у дивљини напуштају воду на дуже вријеме само када траже ново станиште, а женке на дуже излазе и када траже мјесто погодно за полагање јаја.
Како расте потражња за црвеноухим корњачама као кућним љубимцима, тако се шири њихово животно станиште у природи. Таквом неприродном ширењу доприносе неупућени власници кућних љубимаца који их пуштају у локалне воде. То обично представља опасност по локалне гмизавце; на Балкану, на примјер, домаће барске корњаче су индиректно угрожене од црвеноухих, јер се боре за исто станиште и храну.

## Црвеноухе корњаче као кућни љубимци
Младунци, који су дуги у просјеку око 5 cm, широм свијета се продају и муштеријама представљају као идеални љубимци за које нису неопходни посебни услови. Међутим, супротно потпуно погрешном али раширеном вјеровању по којем је корњачама довољно обезбиједити пластичну посуду са водом и кутију сушених црва, црвеноухим корњачама је потребно обезбиједити много више за нормалан живот.

### Простор
Међу првим условима је нешто већи водени простор, у којем обављају добар део животних функција, и сув простор, који је важан за сунчање и, самим тиме, синтезу витамина Д. Минимална запремина таквог акватераријума је око 250 литара, а оптимална величина за једну женку би била око 400 литара. У плитким пластичним посудама корњача не може да плива, а у њих није могуће ни поставити пречишћивач и грејач, који су неопходни за корњачино здравље. Поред тога, корњачи је обавезно обезбиједити и свјетиљку са ултраљубичастим свјетлом.
Вређење акватераријума не мора бити сложено, штавише боље је да имају што више простора за пливање. Са млађим корњачама могуће је поставити акваријумско биље, али веће корњаче ће обично грицкати биљке што их чини тешким за одржавање у животу. Ако то величина акватераријума дозвољава, било би добро обезбиједити и мјеста за скривање, јер ова врста корњача обично преза од човјека.

### Исхрана
Одрасле корњаче су сваштоједи, док младунци углавном прихватају само храну животињског поријекла. У природи се углавном хране стрвинама, али лове и рибе, жабе, пуноглавце, водене инсекте, ларве, рачиће и пужеве кад им се за то укаже прилика. Како године пролазе, биљке заузимају веће мјесто у њиховој исхрани. У исхрани ових кућних љубимаца није добро ограничити се на куповну храну у кутијама, него им треба пружити нешто разноврснију храну попут комадића сирове и незачињене рибе, говедине или пилетине, зељасто поврће и понеко воће. Најбоље би било повремено им обезбиједити живе рибице или акваријумске пужеве, које ће моћи ловити. Толеранција биљне хране варира од јединке до јединке.
Црвеноухе корњаче не производе пљувачку, те им се храна мора давати у води. Покушај гутања суве хране може изазвати гушење.

### Вода
Пошто већину времена проводе у води, гдје и једу, испуштају мокраћу и фекалије и спавају, вода мора бити чиста и захтијева пречишћивач. Вода мора бити довољно дубока да, уколико се случајно окрене на леђа, може помоћи главом и мишићима врата да се окрене. Укратко, вода мора бити бар толико дубока колико је и корњача висока. Треба нагласити да је ово само минимална дубина воде у којој се корњача свакако неће осјећати најпријатније. Отпад који остаје послије корњаче ће се боље растворити и лакше прочистити у већој количини воде. Такође, ниво воде не смије бити преблизу врха акватераријума да корњача не би могла искочити из њега и озлиједити се при паду.
Вода из чесме је обично хлорисана и препоручује се да одстоји (препоручено 24 сата) прије него што се сипа у акватераријум. Такође, препоручује се да вода из чесме мало исцури прије него што се почне сипати корњачи.

#### Температура
Један од основних услова за гајење црвеноухих корњача је гријана вода. Минимална температура на којој њихови витални органи нормално функционишу је 24 °C, а највиша коју могу поднијети је 32 °C. Конкретно, младунци би требало да буду држани на температури између 25,5 и 26,5 степени, а одрасле јединке између 24 и 25,5 спепени. Зими, када дође до наглог пада температуре, црвеноухе корњаче у природи прелазе у стање хибернације и закопавају се у муљ на дну воде. У акватераријумима, међутим, гдје постоји гријање, температура неће сама пасти тако ниско, а и обично не постоје услови за хибернацију, те до ње у заробљеништву не долази. Уколико бораве на температури нижој од 23 °C, а довољно високој да не дође до хибернације, за коју у заробљеништву обично нема ни других услова, корњаче ће прво постати мање активне, затим изгубити апетит, обољети и на крају умријети.
Иако се помоћу воде из бојлера може брзо намјестити жељена температура у акваријуму, ово није препоручљиво, јер цијеви и гријачи често могу бити зарђали, што врела вода раствара и носи са собом. Загађене твари, укључујући бактерије и разне нечистоће, такође се скупљају на дну бојлера. Из ових разлога, због којих се не препоручује ни пијење воде из бојлера, не препоручује се ни сипање воде из бојлера у акваријум у којем се држи корњача. Препоручује се сипање хладне воде са чесме, која одстоји ради испаравања хлора, након чега обавезно треба, прије него што се корњача стави у воду, угријати воду помоћу гријача у акватераријуму.

### Правно становиште
Иако су у многим земљама свијета забрањене, укључујући нпр. САД и Србију, црвеноухе корњаче се често могу купити илегално, на улици или чак у продавници кућних љубимаца. У САД је забрањено продавати црвеноухе корњаче које су краће од 10 cm, јер су могући преносиоци салмонеле (за јединке дуже од 10 cm се претпоставља или да су побиједиле болест или да је не носе). У Србији су забрањене због честих случајева испуштања јединки у локалне воде гдје су, због своје агресивности и борбе за храном, угрожавале локалне врсте корњача (барске корњаче).

### Саживот са другим становницима акваријума
Саживот корњача са другим становницима акваријума у одређеним условима могућ, он се не препоручује. Црвеноухе корњаче у водама у којима живе су на врху ланца исхране и представљају предаторе и грабљивице, што значи да ће друге животиње као нпр, рибе, козице, ракови, пужеви, бити потенцијалан плен. У акваријумским условима рибе и остали поменути организми немају фер шансу за бег и биће највероватније поједени. Држање корњаче у „заједничким акваријумима" се препоручује само ако су остале животиње предвиђене као храна за корњачу.

## Размножавање
Парење црвеноухих корњача одвија се под водом, обично у периоду између марта и јула. Удварање мужјака женкама се манифестује титрањем канџи предњих ногу испред женке. Ако женка прихвати мужјака, она тоне на дно а мужјак је прати. Женка која, насупрот томе, не прихвати мужјака може бити агресивна према њему.
Понекад мужјаци титрају канџама једни испред других, али то је само знак упозорења.
Хибернација и правилна исхрана су неопходни услови за размножавање. Женка која у себи носи оплођена јаја проводи првих неколико дана сунчајући се, да би угријала јаја, а затим креће у потрагу за мјестом на којем ће јаја положити. Међу најважнијим условима таквог мјеста су влажност и температура. Послије полагања јаја, женка напушта гнијездо. У зависности од температуре младунци се могу излијећи из јаја 2-3 мјесеца након полагања. То чине пробијајући љуску јајета малим рогом на глави, који недуго након тога сам отпада. Млади у јајету могу остати и неколико дана или мјесеци након нормалног периода уколико је зимски период. Када се излегу, млади неко вријеме имају жумањчану кесицу на пластрону, која се не смије уклањати.
Полно зреле женке које никад раније нису биле са мужјаком могу избацити неоплођена јаја у воду. Она најчешће буду поједена од стране исте те женке или других корњача. Чак и оплођена јаја могу завршити у води, најчешће у случају да женка не пронађе повољно мјесто за полагање. У води се никад неће излећи, па их је потребно одмах узети и у истом положају смјестити у инкубатор. Ако се јаја окрену, ембрион ће умријети.

## Болести
Најчешће болести које настају лошим одржавањем акватераријума су сљедеће:
- упала ока – настаје од нечисте воде, а најпрепознатљивији симптом су отечене очи. Болест се лијечи капима или машћу за очи које препоручи ветеринар. Током третмана треба појачати унос витамина А, које им је најдоступније у шаргарепи.
- упала плућа – опасна и смртоносна болест коју узрокује промаја и хладна вода. Обољела корњача постаје апатична, одбија храну, пушта пискутаве звуке и плива укосо. Третира се квалитетнијом исхраном (џигерица уз додатак витамина) и повишеном температуром воде од око 30 °C. Такође, добро је потражити помоћ ветеринара.
- омекшавање оклопа – најчешћи узрок је недостатак витамина Д и калцијума. Оклоп је превише мек и савитљив, а животиња одбија храну. Због тога им се мора омогућити ултраљубичаста лампа или природни сунчеви зраци (температура не смије бити преко 30 °C), а у исхрану треба убацити кувану џигерицу помијешану са измрвљеним сипиним костима
- гојазност – најчешћи узрок је исхрана у којој преовладава месо. Гојазна корњача се не може потпуно увући у оклоп. Месо тада треба замијенити слатководним рибама, мекушцима и инсектима.
- интензивно гуљење коже – корњачама се у природи нормално гули, али у акватераријума она значи пребрз раст услијед премасне исхране, недостатак одређених витамина или неодговарајућа температура.
- дистоција – ово је неправилност која узрокује угинуће оплођених женки којима није пружено мјесто за полагање јаја.
- пирамидалан оклоп – најчешће узрокован рахитисом у ранијем животном добу, не може се исправити. Ако је оклоп тврд, ова неправилност није смртоносна.

Неки симптоми се власницима кућних љубимаца могу учинити забрињавајућим, али су заправо сасвим нормални. У такве спада и љуштење рожнатих плочица, што је нормалан процес при расту корњаче.